# داریوش رحمانیان
داریوش رحمانیان کوشککی (زادهٔ ۱۳۴۴ در بروجرد) نویسنده و دانشیار گروه تاریخ دانشگاه تهران است. او مؤلف کتابی تحت عنوان «جنبش مشروطه» است که به عقیده برخی صاحبنظران نگاه معتدلی به نهضت مشروطه دارد.
او دوره کارشناسی تاریخ را در دانشگاه تبریز (۱۳۶۸)، دوره کارشناسی ارشد را در دانشگاه شهید بهشتی (۱۳۷۲) و دوره دکتری را در دانشگاه تبریز (۱۳۸۱) گذراند.
وی در حوزهٔ تاریخ معاصر ایران و مسائل نظری تاریخ، پژوهش و تدریس می‌کند.

## آثار
- رحمانیان کوشککی، داریوش. فلسفه تاریخ.: کردی، ۱۳۹۵.
- رحمانیان کوشککی، داریوش. افسانه‌های لری.: نشر مرکز، ۱۳۷۹.
- رحمانیان کوشککی، داریوش. چالش جمهوری و سلطنت در ایران.: نشر مرکز، ۱۳۷۹.
- رحمانیان کوشککی، داریوش. تاریخ علت‌شناسی انحطاط و عقب ماندگی ایرانیان و مسلمین. تبریز: انتشارات تبریز، ۱۳۸۲.
- رحمانیان کوشککی، داریوش. سیدجمال الدین اسدآبادی. تهران: مؤسسه تحقیقات و توسعه علوم انسانی، ۱۳۸۷.
- رحمانیان کوشککی، داریوش. تاریخ تفکر سیاسی دردوره قاجار. تهران: پیام نور، ۱۳۸۸.
- رحمانیان کوشککی، داریوش. جنبش مشروطه. تهران: کانون اندیشه جوان، ۱۳۹۰.
- رحمانیان کوشککی، داریوش. ایران بین دو کودتا. تهران: انتشارات سمت، ۱۳۹۱.
- رحمانیان کوشککی، داریوش. گفتارهایی در باب تاریخ‌نگاری و روش‌شناسی تاریخی. تهران: پژوهشکده تاریخ اسلام، ۱۳۹۳.
- رحمانیان کوشککی، داریوش. همایون نامه. تهران: نگارستان اندیشه، ۱۳۹۵.